# Lapin riche
 (janvier 2022).
Si vous disposez d'ouvrages ou d'articles de référence ou si vous connaissez des sites web de qualité traitant du thème abordé ici, merci de compléter l'article en donnant les références utiles à sa vérifiabilité et en les liant à la section « Notes et références ».
Le lapin riche est une des plus anciennes races connues de lapins domestiques. Aujourd'hui disparue, elle se caractérisait par sa robe argentée, qui fournissait des fourrures appréciées. Il est à l'origine de diverses races dont notamment l'argenté de Champagne et l'argenté anglais.